# 卡多雷地区皮耶韦
卡多雷地区皮耶韦（義大利語：Pieve di Cadore）是意大利威尼托大区贝卢诺省的一个市镇。总面积66平方公里，人口4038人，人口密度61.2人/平方公里（2009年）。国家统计（ISTAT）代码为025039。